# Бичерахов, Лазарь Фёдорович
Лазарь Фёдорович Бичерахов (осет. Бичерахти Лазӕр; 15 ноября 1882, Санкт-Петербург — 22 июня 1952, Германия) — российский офицер, участник Первой мировой и Гражданской войн. Брат Георгия Бичерахова.

## Биография
Осетин из казаков станицы Ново-Осетинской Терской области, сын вахмистра Собственного Его Императорского Величества конвоя Фёдора Бичерахова. Окончил первое реальное училище в Петербурге и Алексеевское военное училище в Москве.
Служил в 1-м Горско-Моздокском полку Терского казачьего войска (1911—1914) 1-й Кавказской казачьей дивизии, штаб-квартира которого находилась в местечке Ольты Карсской области. На 1912 год Л. Бичерахов имел чин сотника.
Участник Первой мировой войны. Высочайшим приказом от 3 августа 1914 года был уволен в чине подъесаула от службы «за болезнью» с пенсией, но с началом Великой войны призван в состав дополнительно сформированного 2-го Горско-Моздокского полка командиром сотни. Участвовал в боях в Галиции и Карпатах. 11 февраля 1915 года Бичерахов получил чин есаула. Высочайшим приказом от 29 сентября 1915 года «за отличия в делах против неприятеля» был произведён из есаулов в войсковые старшины со старшинством с 19 января 1915 года. Затем находился при особе великого князя Михаила Александровича.
В 1916—1918 годах служил в экспедиционном корпусе генерала Баратова в Персии — командиром Терского казачьего отряда в чине войскового старшины. Его отряд неофициально считался «партизанским», совершая глубокие конные рейды по турецким тылам с целью нарушения коммуникаций и уничтожения тыловых баз снабжения. Награждён орденом Св. Владимира 4-й степени.
К начавшейся после 25 октября 1917 года Гражданской войне Лазарь Бичерахов относился отрицательно и счёл своим долгом продолжить борьбу против германо-турецкого блока. Он отправил рапорт своему командиру генералу Баратову : «Я решил: 1) остаться на фронте; 2) продолжать воевать; 3) не участвовать в перемирии; 4) считать все переговоры предательскими… Это решение моё, и я один отвечу за него перед Россией.»
В начале 1918 года сформировал в Персии небольшой отряд (около тысячи человек), заключивший в конце февраля союз с англичанами. Великобритания была обеспокоена потерей инициативы в Закавказье: её противник — Германия, только что захватила Грузию, поэтому согласилась финансировать деятельность Бичерахова. По соглашению сторон, партизанский отряд Бичерахова продолжал боевые действия против протурецких формирований в Южном Прикаспии; британская миссия в Персии обеспечивала расходы на боевые операции и жалование казакам. Вскоре отряд Бичерахова был включен в состав Британских экспедиционных сил в Персии под командованием генерала Денстервиля, ему был присвоен временный чин полковника британской армии, в штаб на постоянной основе прибыли 5 английских офицеров, а также англичане передали своему новому подчинённому 4 бронеавтомобиля. Параллельно Бичерахов вступил в переговоры с Бакинской коммуной, обещая содействовать в отражении турецкого наступления на Баку. Пытаясь спасти положение, большевики приняли его предложение о помощи в борьбе против наступавших на Баку войск Кавказской исламской армии под турецким командованием. 5 июля «Партизанский отряд Бичерахова» через порт Энзели морем прибыл в Алят, а 7 июля был направлен на фронт. Казаки заняли правый фланг обороны Баку, сам Л. Ф. Бичерахов был назначен командующим войсками под общим руководством комиссара по военным и морским делам Бакинского СНК большевика Г. Н. Корганова. Однако отряд красногвардейцев Г. К. Петрова Лазарю Бичерахову не подчинился, между большевиками, армянами и казаками возник разброд. 30 июля Бичерахов, брошенный красными и армянскими частями в окружении, осознал бесперспективность военных действий против турецких и союзных им азербайджанских войск Кавказской исламской армии, и ушёл со своим отрядом в Дагестан, оголив тем самым северный участок фронта. «Я отказался от командования армией дезертиров и трусов», — написал он брату Г. Ф. Бичерахову. Всего за период боев, по утверждению самого Бичерахова, его отряд потерял более 100 человек.
Со своим отрядом из казаков, русских и армян Бичерахов вступил 30 июля 1918 года в Дагестан, где был встречен большевиками крайне враждебно. Авангард отряда был разоружен красными, офицеры арестованы. В результате развернувшихся боевых действий Бичерахов одержал победу над Дагестанской РККА под командованием М. Дахадаева, и захватил Дербент и Порт-Петровск (Махачкалу), его гарнизон занял Темир-Хан-Шуру. Диктатура Центрокаспия, контролирующая Баку, объявила Бичерахова командующим войсками фронта и передала в его распоряжение Каспийскую флотилию. В сентябре 1918 года он организовал и возглавил правительство Кавказско-Каспийского союза, в состав которого вошли девять представителей (двое от Терского Казачье-Крестьянского правительства, двое от Закаспийского исполнительного комитета, двое от Мугани и Ленкорани и по одному от городов Петровск, Дербент и Армянского национального совета), признал Уфимскую директорию. Общими политическими целями нового государственного образования были объявлены: восстановление российской государственности и воссоединение разрозненных областей «Российской демократической республики»; продолжение борьбы с германо-турецкой агрессией в согласии с союзниками; наведение порядка и водворение законности на основах, существовавших до 25 октября 1917 года Взгляды Л. Бичерахова в этот период носили характер умеренно-левых, поэтому генералу А. Деникину он не подчинялся.
Войска Бичерахова были реорганизованы в Кавказскую армию, оборонявшую Порт-Петровск от частей Кавказской исламской армии, отрядов дагестанских и чеченских повстанцев. Временным Всероссийским правительством Бичерахов был произведен в генерал-майоры и назначен «командующим русскими силами в Прикаспийском крае и в освобожденных им от большевиков районах». Его полномочия и чин генерала подтвердил Верховный Правитель России адмирал А. В. Колчак. Формирования бичераховцев штурмовали захваченный большевиками Кизляр, командующий оказывал помощь восставшим терским казакам Георгия Бичерахова, отрядам А. Шкуро и З. Даутокова-Серебрякова, армянским войскам генерала Андраника, распределяя между ними оружие, оставшееся от Кавказского кавалерийского корпуса генерала Баратова. Власть правительства Л. Ф. Бичерахова с сентября 1918 г. до прихода турецких войск признавал диктатор Дагестана Нух-Бек Тарковский, русские повстанцы Мугани и закаспийские антисоветские силы. В октябре 1918 года Кавказская армия Л. Бичерахова отступила из Дербента под напором вторгшихся в Дагестан турецких частей Кавказской исламской армии и горских повстанцев.
В ноябре 1918 года войска генерала Бичерахова (до 60 тысяч человек вместе с гражданскими) после ожесточённых боёв оставили Порт-Петровск и прибыли в Баку. С поражением германо-турецкого блока в Первой Мировой войне Великобритания отказалась снабжать и финансировать русские формирования в Закавказье. Бичерахов был вынужден распустить большую часть своих войск. Азербайджанские власти относились к нему враждебно и захватывали военное имущество. Национально ориентированный генерал стал мешать «союзникам».
14 января 1919 года на совместном заседании штаба Кавказской армии, представителей Добровольческой армии и союзного командования генерал-майор Л. Ф. Бичерахов подал в отставку с должности Главнокомандующего Кавказской армией и Каспийским флотом. Командование войсками было передано генералу Добровольческой Армии М. А. Пржевальскому. Каспийское правительство по настоянию англичан было распущено. Отряд казаков Л. Бичерахова был переведён в Батум, откуда в апреле 1919 года переброшен на Кубань и расформирован. Личный состав и имущество отряда были переданы на пополнение ВСЮР. Должности в Русской Армии генерал-майор Л. Ф. Бичерахов, известный республиканскими взглядами, не получил и в 1919 году эмигрировал в Великобританию, где пытался получить помощь для освобождения России, встречаясь со многими официальными лицами (включая Джорджа Керзона). Затем работал в Париже; с 1928 года жил в Германии.
С конца 1930-х годов совместно с Тамбием Елекхоти и Алиханом Кантемиром руководил Северо-Кавказским национальным комитетом в Германии. В конце Второй мировой войны, по некоторым свидетельствам, возглавлял отдел северо-кавказских народов КОНР.
Умер в 1952 году в Дорнштадте под Ульмом.

## Награды
- Орден Святого Станислава 3-й степени с мечами и бантом (19.04.1915)[11].
- Орден Святой Анны 2-й степени с мечами (21.05.1915)[12].
- Орден Святой Анны 3-й степени с мечами и бантом (26.06.1915)[13].
- Орден Святого Георгия 4-й степени[источник не указан 356 дней]
- Орден Святого Владимира 4-й степени с мечами и бантом
- Орден Святого Станислава 2-й степени с мечами (пожалование утверждено ВП 06.04.1915)